# 40.ª Divisão de Infantaria Slavonska
A 40.ª Divisão de Infantaria Slavonska foi uma divisão de infantaria do  Exército Real Jugoslavo, parte do seu 4.ª Exército, durante a invasão da Jugoslávia pela Alemanha em abril de 1941. Foi formada a partir do distrito militar Slavonska, e tinha uma grande dimensão de efectivos, para além de a sua mobilidade se basear quase inteiramente em animais. Formada por uma grande maioria de tropas croatas, muitas das quais viam os alemães como potenciais libertadores da opressão sérvia durante o período entre-guerras, esta divisão tinha falta de armamento moderno e de munições.
Muitos dos ataques preliminares lançados através de Drava pelos alemães a 6 de Abril, foram suficientes para acabar com as revoltas dentro das unidades da divisão. Um dos seus três regimentos de infantaria revoltou-se no dia seguinte e, a 8 de Abril, os revoltosos tomaram Bjelovar. A divisão a sua desintegração nos dias seguintes, ficando frente-a-frente com a 8.ª Divisão Panzer quando tentou a fuga em Barcs em 10 de Abril. Alguns sérvios da divisão continuaram a sua retirada para a Bósnia na semana seguinte a té haver uma negociação de cessar-fogo em 15 de Abril. O Exército Jugoslavo rendeu-se a 18 de Abril.

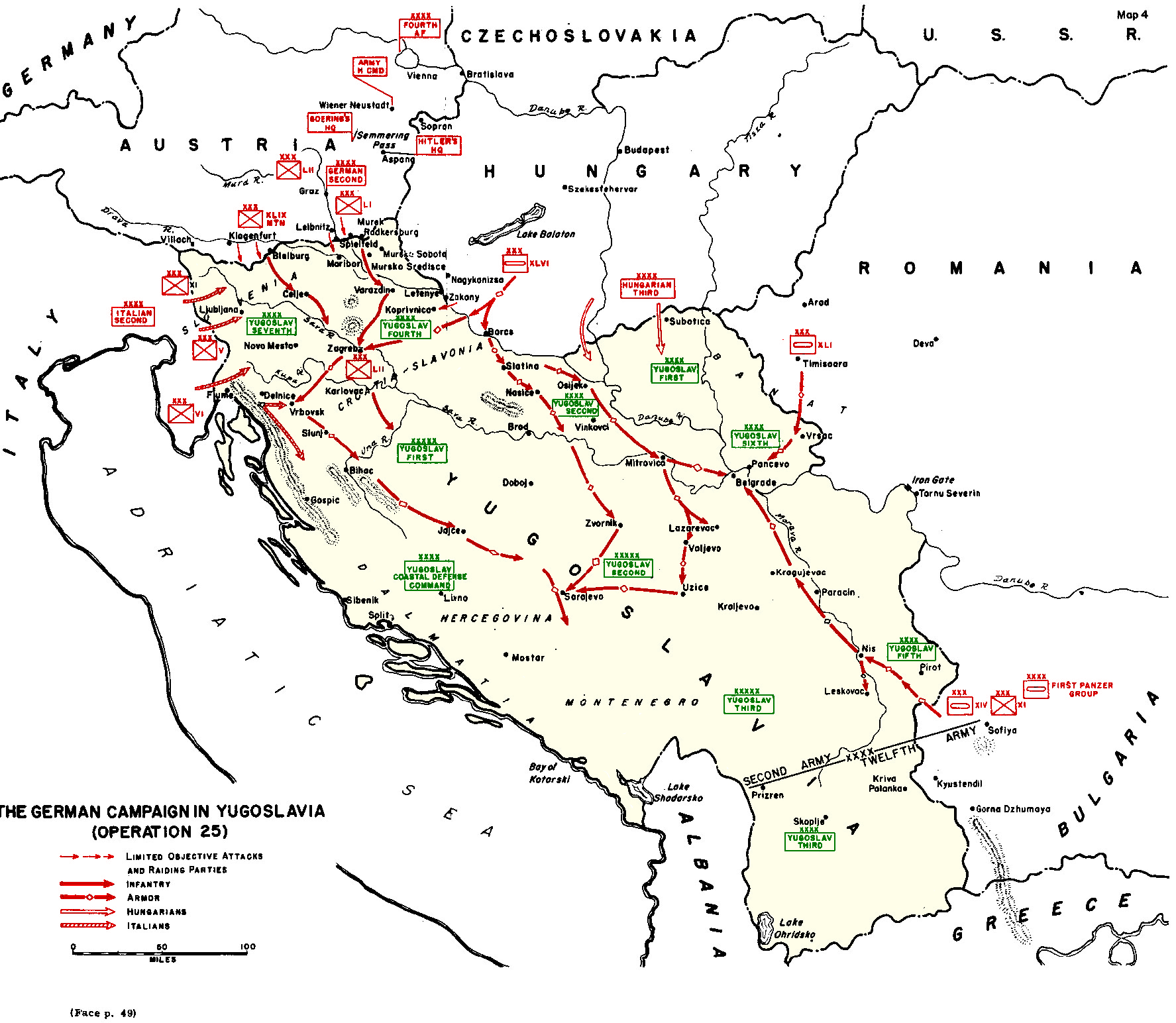
Map of the German invasion of Yugoslavia

### Jornais e revistas
- Barefield, Michael R. (maio de 1993). «Overwhelming Force, Indecisive Victory: The German Invasion of Yugoslavia, 1941». Fort Leavenworth, Kansas: School of Advanced Military Studies, United States Army Command and General Staff College. OCLC 32251055
- Krzak, Andrzej (2006). «Operation "Marita": The Attack Against Yugoslavia in 1941». The Journal of Slavic Military Studies. 19 (3): 543–600. ISSN 1351-8046. doi:10.1080/13518040600868123

### Páginas da internet
- Niehorster, Dr. Leo (2015a). «Royal Yugoslav Armed Forces Ranks». Dr. Leo Niehorster. Consultado em 26 de Janeiro de 2016
- Niehorster, Dr. Leo (2015b). «Royal Yugoslavian Army Infantry Division 6th April 1941». Dr. Leo Niehorster. Consultado em 26 de Janeiro de 2016